# Colin Gibson (scenografo)
Colin Gibson (1948) è uno scenografo australiano noto principalmente per aver lavorato al film Mad Max: Fury Road, per il quale ha vinto un premio Oscar.

## Carriera
Dopo un decennio passato a lavorare come trovarobe e addetto agli oggetti di scena nell'industria cinematografica australiana, si fa notare realizzando assieme a Owen Paterson le scenografie del film di culto Priscilla - La regina del deserto (1994): suo, in particolare, è il design dell'eponimo mezzo. Nonostante sia Paterson a venire accreditato come unico scenografo del film, mentre a Gibson spetterà il titolo di art director, il primo sega in due l'AFI Award vinto grazie al film, donandone una metà a Gibson per riconoscergli l'equità del merito. I due saranno anche candidati assieme a un premio BAFTA e collaboreranno più volte nel resto del decennio.
Nel 2000, Gibson entra a far parte della produzione di Mad Max: Fury Road (2015) come scenografo, cominciando a progettare e costruire tutti i veicoli per il film nel 2003. Il progetto però finisce per entrare in development hell, rimanendo bloccato fino al 2011. Il regista George Miller ha insistito affinché tutti i veicoli e gli oggetti presenti fossero pienamente funzionanti, compresa una chitarra-lanciafiamme suonata dal vivo. Le scenografie del film sono valse a Gibson un premio Oscar e un BAFTA.

## Filmografia

### Scenografo

#### Cinema
- Priscilla - La regina del deserto (The Adventures of Priscilla, Queen of the Desert), regia di Stephan Elliott (1994) - non accreditato[1]
- Serenades, regia di Mojgan Khadem (2001)
- Careless Love, regia di John Duigan (2012)
- Mad Max: Fury Road, regia di George Miller (2015)
- Le ultime 24 ore (24 Hours to Live), regia di Brian Smrz (2017)
- Swinging Safari, regia di Stephan Elliott (2018)
- Go!, regia di Owen Trevor (2020)
- Furiosa: A Mad Max Saga, regia di George Miller (2024)

#### Televisione
- Love My Way – serie TV, 29 episodi (2004-2007)
- Dangerous – serie TV, 7 episodi (2007)
- Operation Buffalo – miniserie TV, 6 puntate (2020)

### Art director

#### Cinema
- Priscilla - La regina del deserto (The Adventures of Priscilla, Queen of the Desert), regia di Stephan Elliott (1994)
- Power Rangers - Il film (Mighty Morphin Power Rangers: The Movie), regia di Bryan Spicer (1995)
- Babe - Maialino coraggioso (Babe), regia di Chris Noonan (1995)
- Benvenuti a Woop Woop (Welcolme to Woop Woop), regia di Stephan Elliott (1997)
- Babe va in città (Babe: Pig in the City), regia di George Miller (1998)
- Alla ricerca dell'isola di Nim (Nim's Island), regia di Jennifer Flackett (2008)
- The Great Wall, regia di Zhang Yimou (2016)

#### Televisione
- The Beast - Abissi di paura (The Beast) – miniserie TV, 2 puntate (1996)
- Noriega, prediletto da Dio o mostro (Noriega, God's Favorite), regia di Roger Spottiswoode – film TV (2000)

### Produttore
- Babe va in città (Babe: Pig in the City), regia di George Miller (1998) - produttore associato

### Attore
- Einstein Junior (Young Einstein), regia di Yahoo Serious (1988) - cameo
- Priscilla - La regina del deserto (The Adventures of Priscilla, Queen of the Desert), regia di Stephan Elliott (1994) - cameo
- Alla ricerca dell'isola di Nim (Nim's Island), regia di Jennifer Flackett (2008) - cameo

## Riconoscimenti
- Premi Oscar
  - 2016 - Migliore scenografia per Mad Max: Fury Road (condiviso con Lisa Thompson)
- Premi BAFTA
  - 1995 - Candidatura alla migliore scenografia per Priscilla - La regina del deserto (condiviso con Owen Paterson)
  - 2016 - Migliore scenografia per Mad Max: Fury Road (condiviso con Lisa Thompson)
- AACTA Awards
  - 2015 - Migliore scenografia per Mad Max: Fury Road
  - 2020 - Candidatura alla migliore scenografia televisiva per la 4ª puntata di Operation Buffalo
- Critics' Choice Awards
  - 2016 - Migliore scenografia per Mad Max: Fury Road
- Empire Awards
  - 2016 - Migliore scenografia per Mad Max: Fury Road
- Los Angeles Film Critics Association Awards
  - 2015 - Migliore scenografia per Mad Max: Fury Road
- Phoenix Film Critics Society Awards
  - 2015 - Migliore scenografia per Mad Max: Fury Road
- San Diego Film Critics Society Awards
  - 2015 - Candidatura alla migliore scenografia per Mad Max: Fury Road
- Satellite Awards
  - 2016 - Candidatura alla migliore scenografia per Mad Max: Fury Road
- Saturn Awards
  - 2016 - Candidatura alla migliore scenografia per Mad Max: Fury Road